# Football Club Edineţ
O Football Club Edineţ é um clube de futebol com sede em Edineţ, Moldávia. A equipe compete no Campeonato Moldavo de Futebol.

## História
O clube foi fundado em 2011.